# بازی آنلاین

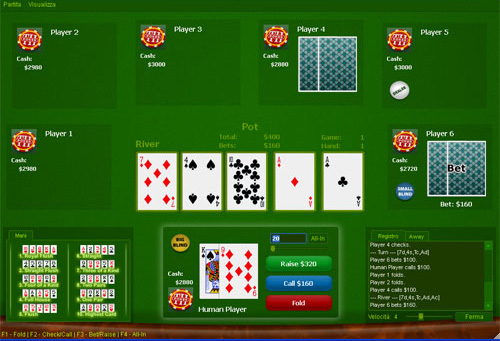
یک بازی پاستور آنلاین

بازی آنلاین (انگلیسی: Online game) یک نوع بازی ویدئویی است که بخشی یا تمام آن از طریق اینترنت و یا هر شبکۀ کامپیوتری دیگری انجام می‌شود. امروزه بازی‌های آنلاین طرفداران زیادی دارند. از شناخته‌شده‌ترین بازی‌های آنلاین می‌توان به کلش آو کلنز، فورتنایت، روبلاکس و ماینکرفت اشاره کرد.